# Arycanda hypanaria
Arycanda hypanaria är en fjärilsart som beskrevs av Jacob Hübner 1825. Arycanda hypanaria ingår i släktet Arycanda och familjen mätare. Inga underarter finns listade i Catalogue of Life.